# 下湿壕镇
下湿壕镇，是中华人民共和国内蒙古自治区包头市固阳县下辖的一个乡镇级行政单位。

## 行政区划
下湿壕镇下辖以下地区：
后脑包村、下湿壕村、前海流村、前白菜村、后白菜村、电报局村、前黑沙村、三城仁壕村、油房壕村、白银合套村、梁前村、陈家渠村、磴口村、二脑包村、新建村、梅令沟村、官地村、王家渠村、白洞渠村和学田会村。